# Tam minh
Tam minh là trí tuệ của một vị đã chứng Thánh Quả A La Hán. Sau khi tịnh chỉ hơi thở, nhập Tứ thiền thì người đó hướng tâm đến Tam minh. Tam minh là thành tựu cuối cùng của bậc đã chứng Thánh Quả A La Hán. Khi đã có Tam minh thì người đó đã hoàn tất việc tu tập của mình: “Sanh đã tận, Phạm hạnh đã thành, những việc nên làm đã làm, không còn trở lui trạng thái này nữa” (trích Trung Bộ Kinh).
- Túc mạng minh: tuệ giác sáng suốt biết rõ các kiếp sống đã qua của mình và của tất cả chúng sinh.
- Thiên nhãn minh: tuệ giác sáng suốt biết rõ các kiếp sống tương lai của mình và của tất cả chúng sinh diễn biến sinh diệt như thế nào.
- Lậu tận minh: tuệ giác sáng suốt nhận biết nguồn gốc sinh ra lậu hoặc, phiền não và đau khổ và các pháp giúp đoạn trừ lậu hoặc, phiền não và đau khổ của mình và của tất cả chúng sinh để giải thoát.[1]

Tam minh xuất hiện cùng với Lục thông.